# ATI Tray Tools
ATI Tray Tools è un programma freeware sviluppato da Ray Adams per le schede video ATI.
ATI Tray Tools è un programma utilizzato soprattutto per l'overclock della scheda video, viene visualizzato nella barra di sistema e permette un accesso rapido ai settaggi e alle opzioni video. Il programma racchiude altre funzionalità secondarie come la possibilità di forzare alcuni effetti visivi, la visualizzazione dei frame e la possibilità di effettuare screenshot in game.
Rappresenta un'ottima alternativa al Catalyst Control Center (CCC) di ATI.
Supporta i sistemi operativi Windows 2000, Windows XP (inclusa la versione x64), Windows 2003 (inclusa la versione x64), Windows Vista (inclusa la versione x64) e Windows 7 (inclusa la versione x64).